# Dálnoky Nagy Sámuel
Dálnoky Nagy Sámuel (Ónod, 1775. július 23. – Miskolc, 1827. szeptember 7.) főgimnáziumi tanár, költő.

## Élete
1775. július 23-án született Ónodon. Nagyapja Dálnoki Nagy Sámuel református lelkész. (1690 körül született, és 1736-ból fennmaradt egy kézírásos, versben és prózában írt imakönyve.) Atyja is református lelkész volt, 1769-től 1780-ig Ónodon szolgált. Itt kötött házasságot 1774. január 11-én a Tiszakesziből származó Tasi Végh Judittal. A következő évben született Sámuel fiuk.
József nevű testvére 1778. március 3-án született. Apja 1779. december 20-án elhunyt. Dálnoky Nagy Sámuel iskoláit Sárospatakon végezte. Majd alig húszévesen a miskolci református főgimnaziumba került, ahol poéták tanításával foglalkozott. 1801-ben megnősült és elvette Szőts Zsuzsannát. A házasságból négy gyermek született: 1802-ben Susanna, 1805-ben Sámuel, 1813-ban Eszter és 1816-ban Therézia. Dálnoky Nagy Sámuel a miskolci gimnázium professzora, a miskolci református lyceum poétika osztályának tanítója, majd subrectora lett. Később még latint és németet is tanított.
"Mint végzett theológus 1795-ben a Kovács Károly elmenetelével megüresedett sub rectori állásra hívatott ... az inferior és superior syntáxisták osztályainak tanítására . . .” , majd 1809-től poétikát tanított. Munkája hamar elismerést váltott ki. Kitüntetés volt tanítványának lenni.
1796-ban Szűts Sámuel kéziratos naplójában olvassuk: "Aratáskor . . . promoveáltattam a grammatisták közé és lettem tanítványa Dálnoky Sámuel urnák . . ." Nevelői munkáját lelkiismeretesen végezte. Egyre több feladatot kap, és azokat igyekszik tökéletesen teljesíteni. Az 1799-ben kelt egyik jegyzőkönyv szerint " . . . Subrector Dálnoky Sámuel Ur azon tekintetből, hogy hivatalának terhe nevelkedett . . . fizetésen felül egy hordó részére adandó borral néminemüképen jutalmaztasson meg."
A Helytartótanács 1819-ben elrendelte az iskoláknak az "informácionális tabellák" készítését. Új tantervet készítettek, alapul véve a sárospataki iskolarendszerét. „A humaniórák és a reáliák egyformán kapnak helyt benne az igényeknek és a korszerűségnek megfelelően.”
Az ismeretanyag bővült. A tanároknak is lépést kellett tartani és tovább kellett képezni magukat. A Consistorium jegyzőkönyvéből ismert nyilatkozat arról tanúskodik, hogy Dálnoky Sámuel nem restellt a továbbképzésben részt venni, sőt igen komolyan végezte azt. 
Mivel újabb tudományok jöttek elő, "azokra újabb készülésre leszsz szükség, a benne helyeztetett bizodalom iránt viseltető tiszteletből" – mondja. 
Tudományosságát és képességét mutatja az az 1821-ben készült jellemzés, amelyet a miskolci helvét confessiot valló gimnázium professzorairól és praeceptorairól  készítettek évenként. E szerint Dálnoky "Ónodi szül. – 46 éves – Nemes – Házas – Absolvált: Filos-Theol-Historia – görög – héber nyelv. Docet: Poesis — 26 éve professzor”.
Egy 1825. július 2-án kelt jelentés szerint Ferenczy Józseffel együtt „tanítványaikat ... a megszabott rendre szoktatni el nem mulatták, sőt közülök Ferenczy József és Dálnoky Sámuel urak . . . buzdítások sikeres voltának példás jelét adták . . .”
A vidéken híres volt mint halotti énekíró és nagyobb temetések alkalmával őt kérték fel ének készítésére.
1827 elején egészsége megromlott. Annyira legyengült, hogy segédtanító segítségével tanított, majd az új tanévet már nem kezdte meg. A halotti anyakönyv  1827. szeptember 7-én rögzíti a szomorú eseményt bekövetkezett haláláról: "Helybeli iskolánk Professzora tiszteletes Dálnoky Nagy Sámuel Ur meghalt 53 éves korában, vízibetegségben. Temette Bányai György Orátióval és Énekkarral."

## Irodalmi tevékenysége
Kora irodalmi tevékenységre a hanyatlás volt jellemző. Dálnoky mindenképpen ki akarta emelni Miskolcot ebből a tehetetlen korszakból és a halotti énekírás elismert szerzője lett. Nemcsak tanította, hanem gyakorolta a poézist.
1806-ban a Magyar Kurírban jelent meg versezete: Felséges korona hercegünknek Ferdinándnak felséges szüleihez lett visszatérésének s Miskolcon nyugvóhely tartásának alkalmatosságával íratott homagiale versezet címmel.
1811-ben orátiot ír „Az erköltsi szép Asszonyrul . . . Néhai Tekintetes Sóvári Soós Ferentz Ur élete Szerelmes párjának utolsó tiszteletére címmel.
Néhány soros idézet belőle: „Az ártatlan szívű Asszonynál drágább kincs,
Bár a kerek földet összve.járod nincs, nincs.” . . .
Egy másik idézet: „Ha valamely hiba született testeddel.
Pótold ki erkölcsi cselekedeteddel . . .”
1812-ben kezdi meg működését Szigethy Mihály nyomdája, mely első volt a város történetében. Ekkor vált lehetségessé az irodalmi élet. Ennek a korszaknak az érdeme az előkészítés. Irodalmi gyümölcseit a századvég szüretelte. Ennek az előkészítésnek volt részese Dálnoky Nagy Sámuel a maga tevékeny akarásával, mindenféle népréteget ebbe bevonni szándékozó terveivel.
Dálnoky Sámuelnek két művét nyomtatták ki a Szigethy-nyomdában:
- Molnár Sámuel a gróf Aspremont család ügyei directora és több t.n. megyék táblabírája felett mondott orátiója (1814)
- Az elszenderedett nyugvó tetemeket keseregve kísérő Melpomene, avagy halotti énekek több más alkalmatosságokra készítettekkel (1823)

Ez utóbbi mű közel 150 versezetet tartalmazó kötet. Különleges halálesetekre alkalmazott versekkel, melyeknek dallamul a genfi zsoltárok szolgálnak.

Utóbbi kötet érdekessége, hogy a kötet végén a nyomtatást "előmozdító hazafiak" névsora található. Köztük a gimnázium osztályai, a csizmadia-céh, a szabó-céh, a vargacéh. A kötet elején kapunk hírt arról, hogy miképpen jelent meg a mű, ti. "Praenumerátio által" – vagyis előre fizettek a megrendelők. 
Ugyanitt ígéri a szerző – hasonló megjelenési módszerrel – a humoros versezetet. Az előszóban erről így ír: „ . . . a jövő esztendőben ennek hátat fordított testvére, a víg Poesis is, ugyancsak Praenumeratio útján fog előtted megjelenni . . .”
A Víg Poesis megjelenéséről nincs tudomása az irodalomtörténetnek. Előfordulhat, hogy kézirata valamely miskolci család iratai közt hever. 
Tudjuk, hogy a Melpomene kibocsátása sem ment nehézségek nélkül. Sőt még alaptalan vádaskodások is érték a professzort. Bizonyára a könyvkiadás korabeli nehézségei és a vele járó, felmerülő alaptalan kételyek is hozzájárultak korai halálához. Nem jött össze a szükséges pénz, mert egy 1826-i jegyzőkönyv szerint: „Dálnoky Sámuel ur, az általa kibocsátott Halotti Énekeskönyv kinyomtatására a külső pénzből kölcsönzött 100 Frt-t.”
Dálnoky professzor munkája és költészete túllépte a helyi korlátokat. Nemcsak Miskolcon volt ismert. Tompa Mihály is idézi mondását. Pákh Albcrthez írt levelében ezt olvashatjuk: "Vasárnapi Újság? Nem hallottam még hírét. Jókay főmunkatárs vagy pláne szerkesztő? Hát a Délibáb hová lesz? Minden esetre közétek állok, a hajdani 10-ek akármelyikétől szégyen volna a hűtlenség. Legalább én együgyű falusi ember így képzelem; meglehet: Pesten más pennával írnak, mint Dálnoky professzor hajdan éneklé."
Dálnoky Nagy Sámuel becsületességben, emberiességben, tudományosságban, pedagógiai képességben és költészetben sokat adott Miskolcnak és a korabeli nemzedéknek is. Ha a halál el nem ragadja olyan korán, még más művekkel is gazdagította volna irodalmunkat.
Szülőháza Ónodon ma a Vár utca 2. szám, református lelkészlak.

## Munkái
- Molnár Sámuel a gróf Aspermont család ügyei directora és több t. n. megyék táblabirája felett mondott oratiója. Miskolcz, 1814. (Igaz Sámuel halotti beszédével együtt.) "Egy rövid, és egyűgyű halotti beszéd, mellyet néhai tekintetes nemzetes és vitézlett Mólnár Sámuel úrnak, ... szomorú temetsége' alkalmatosságával elmondott, ... 1814-dik esztendőben Szent-Mihály-havának 18-dik napján.  Miskólczon : nyomtatódott N. Szigethy Mihály' betűjivel, [1814]."
- Az elszenderedett nyugvó tetemeket keseregve kísérő Melpómene, a'vagy Halotti énekek több más alkalmatosságokra készíttettekkel. Miskólcz : Szigethy Ny., 1823.
- A M. Kurirban (1806. I. 49. sz.) jelent meg a következő versezete: Felséges korona herczegünknek Ferdinandnak felséges szüleihez lett visszatérésének s Miskolczon nyugovóhely tartásának alkalmatosságával iratott homagiale versezet 1806. ápr. 14. (Miskolcz.) Több humoros verset irt, melyek kéziratban maradtak.